# Stichting Mateor
De Stichting tot behoud van het culturele erfgoed van en ter nagedachtenis aan Havank is een literaire stichting opgericht te Leeuwarden op 9 november 1994.

## Geschiedenis
De stichting is opgericht naar aanleiding van een artikel in de Leeuwarder Courant van 28 juli 1994 waarin geschreven werd over de “deerlijk verwaarloosde” staat van onderhoud van het graf van Havank. Als reactie daarop werd besloten een stichting op te richten die het – mogelijk - teloorgaan van het grafmonument moest voorkomen. Als doelstelling werd dit te mager bevonden. Bij het passeren van de oprichtingsakte werd deze dan ook geformuleerd als: ”bevorderen van de studie en de bekendheid van het leven, de persoon en het werk van de schrijver Hendrikus Frederikus van der Kallen (1904-1964), alias HAVANK, in de breedste zin”. De zorg voor het graf is een afgeleide daarvan.

## Doelstelling
De stichting tracht haar doelstelling o.a. te bereiken door:
- het werven van materiële zaken die aan de schrijver toebehoorden;
- het gevraagd en ongevraagd vestigen van aandacht op de schrijver, diens leven en zijn werk;
- het stimuleren van studies en het verzorgen van lezingen;
- het verzorgen van tentoonstellingen. De Stichting verzorgt ook de uitgave in eigen beheer van een groot aantal deelstudies over leven en werk van Havank.

## Activiteiten
De stichting geeft twee à drie keer per jaar een periodiek uit onder de naam Hoogst Merkwaardig. Rond de sterfdag komen de donateurs in Leeuwarden bijeen. In de middag wordt een bescheiden bloemenhulde gebracht op het graf van de geliefde schrijver. Daarna verzamelen zij zich in een met zorg gekozen gelegenheid waar zij een "luisterrijk maal" genieten. Tijdens deze maaltijd wordt de keuze van een ‘Vriend van het jaar” bekendgemaakt, iemand die hetzij voor Havank hetzij voor de Stichting een bijzondere betekenis heeft. Vrienden van het jaar zijn/waren onder anderen Pieter Terpstra, Dick Bruna, Tomas Ross en de Havank-biograaf Sef Passage.

## Publicaties
- Leeuwarden in de Schaduw van Havank (samengesteld door Sef Passage en Leendert Plaisier) 1995.
- Schaduwpaden in Dwingeloo' (door Drs. Y.J. Glas-Heide) 1997
- Havank-park. Een merkwaardige wijk in Leeuwarden (door Drs. J.P.M. Passage en ing. P.J. Oosterhuis) 1999
- Sterke vrouwen in de romans van Havank (door J.P.M. Passage) 2005
- Herinneringen aan Havank (door Pieter Terpstra) i.s.m. Uitgeverij C.J.Aarts, Amsterdam. 2005
- In het spoor van de Schaduw (door Pieter Terpstra) i.s.m. Uitgeverij C.J.Aarts, Amsterdam. 2006
- Havank – Wie is die man? (door Henk van der Meulen), i.s.m. Uitgeverij C.J. Aarts, Amsterdam. 2008
- In gesprek met Tomas Ross (door C.J. Aarts). 2008
- Wel vaker werd wijs woord in scherts gesproken (Aforismen, verzameld door Drs. J.P.M. Passage). 2009
- Havank – Wie was die man? (door Henk van der Meulen), i.s.m. Uitgeverij C.J. Aarts, Amsterdam. 2009
- De Schaduw (door Pieter Terpstra) 2011
- Havank in het spoor van Circus Mikkenie (door C.J. Aarts) 2012
- Het feuilleton Schaduwen in de Nacht (samenst. M. Versteeg) 2014
- Dickens Geschaduwd (door J.P.M. Passage) 2014
- Lezer in het voetspoor van de Schaduw (samenst. M. Versteeg) 2015
- Havank op Dekema State (door Tom Sandijck) 2017 (keerboek met De moord op Havank)
- De moord op Havank (door Kees Kuiken) 2017 (keerboek met Havank op Dekema State)
- Van Carlier tot Drenth / Honderd jaar Pieter Terpstra (samenst. M. Versteeg) 2019
- De Schaduw op Dekema State (door Ariean de Bie) 2020